# Trapisti
Trapisti (en serbe cyrillique : Траписти) est un faubourg de Banja Luka, la capitale de la république serbe de Bosnie, Bosnie-Herzégovine.
Trapisti est situé à l'est du centre ville.